# Diaphorocellus jocquei
Espèce
Diaphorocellus jocquei est une espèce d'araignées aranéomorphes de la famille des Palpimanidae.

## Distribution
Cette espèce est endémique de Madagascar. Elle se rencontre vers Mahavelona.

## Description
Le mâle holotype mesure 4,35 mm et la femelle paratype 4,75 mm.

## Étymologie
Cette espèce est nommée en l'honneur de Rudy Jocqué.

## Publication originale
- Zonstein & Marusik, 2020 : Two new species of Diaphorocellus Simon, 1893 from Madagascar (Araneae, Palpimanidae). African Invertebrates, vol. 6, no 1, p. 1-15 (texte intégral).